# Dir (ciutat)
Dir (urdú دیر) és una ciutat de Pakistan, capital del districte d'Upper Dir a la Província de la Frontera del Nord-oest. Està situada al peu del pas de Lowarai, que permet el pas cap a Chitral. No consta el seu nombre d'habitants.
Fou la capital de l'estat natiu de Dir o Dhir fins a l'abolicio d'aquest el 1969 i després capital del districte de Dir que va existir unit fins al 1996. Abans d'aquesta data la capital del districte unit fou transferida a Timergara.